# Campionato mondiale di motocross 1993
Il campionato mondiale di motocross del 1993, fu la trentasettesima edizione, fu disputato su 15 prove dal 14 marzo al 29 agosto 1993.
Al termine della stagione il belga Jacky Martens si è aggiudicato il titolo per la classe 500cc, il sudafricano Greg Albertyn si è aggiudicato la 250cc e l'olandese Pedro Tragter ha conquistato la classe 125cc.

## 500 cc

### Calendario
| Prova | Data      | Gran Premio                  | Località       | Vincitore GP   |
| ----- | --------- | ---------------------------- | -------------- | -------------- |
| 1     | 4 aprile  | Gran Premio di Gran Bretagna | Hawkstone Park | Jorgen Nilsson |
| 2     | 9 maggio  | Gran Premio d'Austria        | Sittendorf     | Johan Boonen   |
| 3     | 16 maggio | Gran Premio di Svezia        | Västerås       | Jorgen Nilsson |
| 4     | 23 maggio | Gran Premio di Finlandia     | Salo           | Jacky Martens  |
| 5     | 6 giugno  | Gran Premio d'Italia         | Faenza         | Jacky Martens  |
| 6     | 20 giugno | Gran Premio di Germania      | Teutschenthal  | Joël Smets     |
| 7     | 4 luglio  | Gran Premio del Portogallo   | Águeda         | Marcus Hansson |
| 8     | 18 luglio | Gran Premio dei Paesi Bassi  | Mill           | Jorgen Nilsson |
| 9     | 1º agosto | Gran Premio del Belgio       | Namur          | Jacky Martens  |
| 10    | 8 agosto  | Gran Premio del Lussemburgo  | Folkendange    | Jacky Martens  |
| 11    | 22 agosto | Gran Premio di Slovacchia    | Sverepec       | Jorgen Nilsson |
| 12    | 29 agosto | Gran Premio di Svizzera      | Ginevra        | Jorgen Nilsson |

### Classifica finale piloti
| Pos. | Pilota          | Moto      | Punti |
| ---- | --------------- | --------- | ----- |
| 1    | Jacky Martens   | Husqvarna | 504   |
| 2    | Jorgen Nilsson  | Honda     | 501   |
| 3    | Joël Smets      | Husaberg  | 394   |
| 4    | Marcus Hansson  | Honda     | 349   |
| 5    | Johan Boonen    | Kawasaki  | 314   |
| 6    | Darryl King     | Kawasaki  | 244   |
| 7    | Gérard Delepine | Honda     | 194   |
| 8    | Jared Smith     | Kawasaki  | 193   |
| 9    | Jeremy Whatley  | KTM       | 165   |
| 10   | Brian Wheeler   | Kawasaki  | 144   |

## 250 cc

### Calendario
| Prova | Data      | Gran Premio                   | Località             | Vincitore GP     |
| ----- | --------- | ----------------------------- | -------------------- | ---------------- |
| 1     | 14 marzo  | Gran Premio d'Italia          | Castiglione del Lago | Greg Albertyn    |
| 2     | 20 marzo  | Gran Premio di Spagna         | Talavera de la Reina | Donny Schmit     |
| 3     | 4 aprile  | Gran Premio dei Paesi Bassi   | Valkenswaard         | Greg Albertyn    |
| 4     | 18 aprile | Gran Premio di Svizzera       | Payerne              | Greg Albertyn    |
| 5     | 25 aprile | Gran Premio di Francia        | Beaucaire            | Donny Schmit     |
| 6     | 9 maggio  | Gran Premio d'Ungheria        | Kaposvár             | Donny Schmit     |
| 7     | 23 maggio | Gran Premio di Germania       | Eschbach             | Greg Albertyn    |
| 8     | 13 giugno | Gran Premio del Belgio        | Lommel               | Marnicq Bervoets |
| 9     | 20 giugno | Gran Premio di Gran Bretagna  | Foxhill              | Greg Albertyn    |
| 10    | 27 giugno | Gran Premio d'Irlanda         | Cork                 | Stefan Everts    |
| 11    | 11 luglio | Gran Premio del Venezuela     | Maracay              | Greg Albertyn    |
| 12    | 18 luglio | Gran Premio degli Stati Uniti | Budds Creek          | Stefan Everts    |
| 13    | 1º agosto | Gran Premio di Svezia         | Nyköping             | Joakim Eliasson  |
| 14    | 8 agosto  | Gran Premio di Finlandia      | Ruskeasanta          | Stefan Everts    |
| 15    | 22 agosto | Gran Premio del Giappone      | Suzuka               | Alessandro Puzar |

### Classifica finale piloti
| Pos. | Pilota           | Moto     | Punti |
| ---- | ---------------- | -------- | ----- |
| 1    | Greg Albertyn    | Honda    | 629   |
| 2    | Stefan Everts    | Suzuki   | 528   |
| 3    | Donny Schmit     | Yamaha   | 447   |
| 4    | Kurt Nicoll      | Honda    | 343   |
| 5    | Marnicq Bervoets | Kawasaki | 295   |
| 6    | Trampas Parker   | KTM      | 255   |
| 7    | Werner Dewit     | Suzuki   | 247   |
| 8    | Tallon Vohland   | Suzuki   | 227   |
| 9    | Edwin Evertsen   | Kawasaki | 218   |
| 10   | Alessandro Puzar | Yamaha   | 214   |

## 125 cc

### Calendario
| Prova | Data      | Gran Premio                   | Località        | Vincitore GP     |
| ----- | --------- | ----------------------------- | --------------- | ---------------- |
| 1     | 4 aprile  | Gran Premio d'Italia          | Laveno-Mombello | Pedro Tragter    |
| 2     | 18 aprile | Gran Premio del Belgio        | Mons            | Dave Strijbos    |
| 3     | 2 maggio  | Gran Premio di Gran Bretagna  | Lyng            | Pedro Tragter    |
| 4     | 16 maggio | Gran Premio di Polonia        | Gdynia          | Yves Demaria     |
| 5     | 23 maggio | Gran Premio dei Paesi Bassi   | Berghem         | Pedro Tragter    |
| 6     | 6 giugno  | Gran Premio di Cecoslovacchia | Holice          | Peter Beirer     |
| 7     | 13 giugno | Gran Premio di Germania       | Gerstetten      | Yves Demaria     |
| 8     | 20 giugno | Gran Premio di San Marino     | Borgo Maggiore  | Andrea Bartolini |
| 9     | 18 luglio | Gran Premio di Francia        | Laguépie        | Yves Demaria     |
| 10    | 1º agosto | Gran Premio del Brasile       | Interlagos      | Andrea Bartolini |
| 11    | 29 agosto | Gran Premio d'Australia       | Manjimup        | Andrea Bartolini |

### Classifica finale piloti
| Pos. | Pilota            | Moto     | Punti |
| ---- | ----------------- | -------- | ----- |
| 1    | Pedro Tragter     | Suzuki   | 439   |
| 2    | Yves Demaria      | Suzuki   | 390   |
| 3    | Dave Strijbos     | Honda    | 357   |
| 4    | Joakim Karlsson   | Suzuki   | 323   |
| 5    | Mickaël Pichon    | Honda    | 306   |
| 6    | Andrea Bartolini  | Honda    | 295   |
| 7    | Rémy Van Rees     | Kawasaki | 259   |
| 8    | Alessio Chiodi    | Honda    | 238   |
| 9    | Peter Beirer      | Suzuki   | 213   |
| 10   | John Van Den Berk | Honda    | 206   |